# Quercus myrtifolia
Quercus myrtifolia és una espècie de roure de la família de les fagàcies. Està a dins de la secció dels roures vermells del gènere Quercus.

## Morfologia
És un petit arbre o arbust gran perennifoli que pot assolir als 12 m d'altura. Té un creixement lent i té una corona rematada anada i àmplia difusió. Pot ser tan ampli com d'alçada. Sovint el tronc és tort amb un diàmetre de 20,3 cm. L'escorça és de color gris fosc a marró, generalment llis, i lleugerament solcada a prop de la base. Les branques tenen un color vermell fosc a marronós, 1-2.5 (-3) mm diàmetre, persistentment pubescents, poques vegades gairebé glabres. Les gemmes terminals de color vermellós a marró violaci, ovoides, 2-5,5 mm, glabres o amb plomall de pèls vermellosos a l'àpex. Les fulles són glabres pubescents, de vegades escassament, el pecíol d'1-5 mm. Limbe és el·líptic a estret o àmpliament obovat, de tant en tant en forma d'espàtula, 15-50 (-70) × 10-25 (-35) mm, la base cuneïforme a arrodonides, marges sencers, una mica de revolut, amb 1-4 arestes, àpex obtús o arrodonit, superfícies glabres per sota excepte pels flocs axil·lars de toments, ocasionalment coberts d'incrustacions grogues, superfície plana i glabres per sobre. La floració es produeix a la primavera i les flors són verdes. La pol·linització es produeix per l'acció del vent. Les glans són biennals, marronoses i són comestibles. La tassa de la gla és en forma de platet, 4-7 mm d'alt x 8,5-14,5 mm d'ample, cobrint 1/4-1/3 de la gla, superfície externa puberulentes, mitjana superfície interior plenament martinenc, balança s'inclina fortament aplanats aguda; gla àmpliament ovoide a globós, 9,5-14 × 13,8 mm, glabrescent, diàmetre de la cicatriu 5-8 mm.

## Ecologia
Creix en pinedes i matollars xeròfils, als estats del sud-est dels Estats Units (Alabama, Florida, Geòrgia, Mississipi i Carolina del Sud).
Quercus myrtifolia proporciona aliments i una protecció significativa per a la fauna. Planta hoste larval per a l'arna Erynnis horatius, per les papallones Calycopis cecrops i Parrhasius m-album; possible hoste larval per a les papallones Erynnis juvenalis i Satyrium favonius. Les glans són utilitzats pels esquirols i per l'amenaçada garsa blava de bardissa de Florida.
La floració d'aquesta espècie de roure s'avança una o dues setmanes abans que de Quercus inopina.